# Potenciòmetre

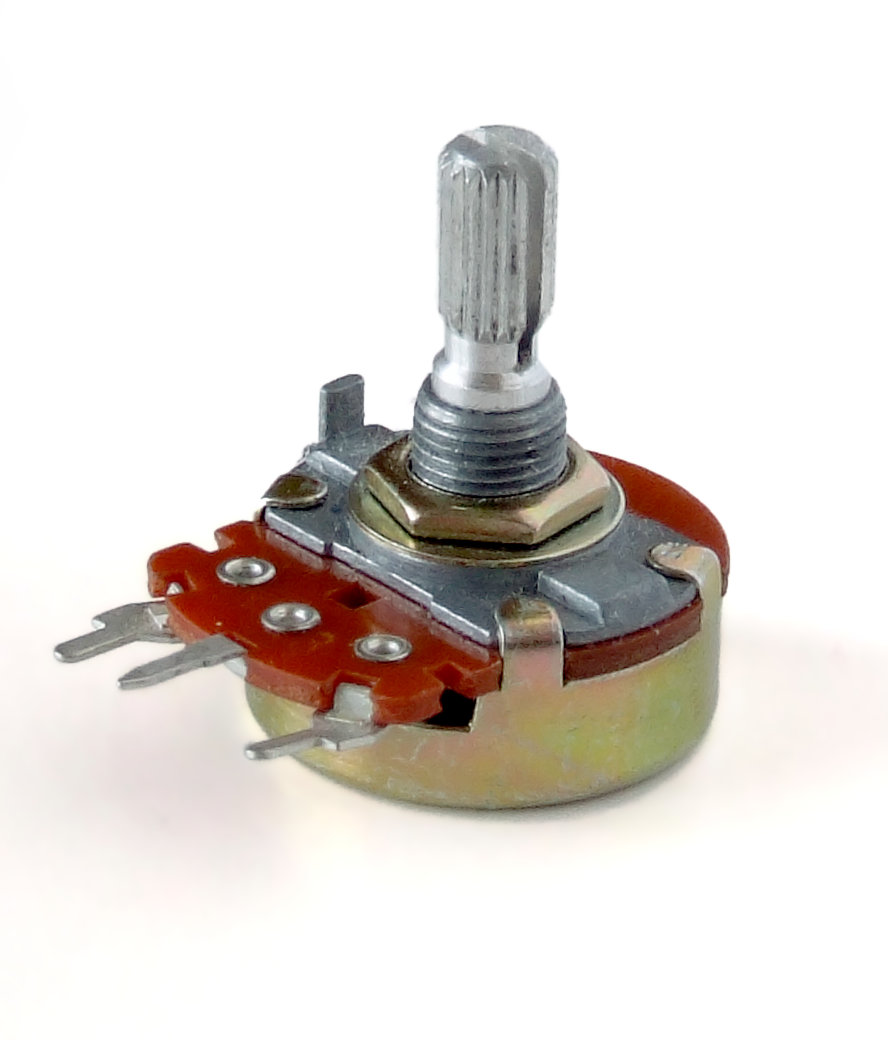

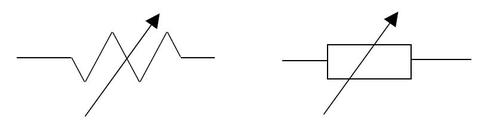

Un potenciòmetre és un component electrònic, un tipus de resistència variable que acostuma a utilitzar-se com a divisor de tensió. Hi ha una forma de potenciòmetre que s'utilitza com un instrument per mesurar la tensió elèctrica.
El potenciòmetre original és un tipus de pont del circuit per a mesurar voltatges. La paraula es deriva de "voltatge potencial" i "potencial" era utilitzat per a referir-se a "força". El potenciòmetre original es divideix en quatre classes:
1. El potenciòmetre de resistència constant.
2. El potenciòmetre de corrent constant.
3. El potenciòmetre microvolt.
4. El potenciòmetre termoparell.

S'utilitza per mesurar voltatges per sota d'1,5 V. En aquest circuit, la tensió desconeguda està connectada a través d'una secció de filferro de la resistència, els extrems de la qual estan connectats amb una cel·la electroquímica estàndard que proporciona un corrent constant a través del filferro, llavors es connecta a través d'una secció de longitud variable del filferro de la resistència utilitzant un contacte que llisca. El contacte que llisca es mou fins que cap corrent flueixi dins o fora de la cel·la estàndard, segons l'indicador per un galvanòmetre en sèrie amb força electromotriu (FEM) desconeguda. El voltatge a través de la secció seleccionada del filferro és llavors igual al voltatge desconegut. Tot el que queda és calcular el voltatge desconegut del corrent i de la fracció de la longitud del filferro de la resistència que va ser connectat amb la FEM desconeguda. El galvanòmetre no necessita ser calibrat, ja que la seva única funció és llegir zero.
Quan llegeix zero, no es treu cap corrent de la força electromotriu desconeguda i així que la lectura és independent de la resistència interna de la font.